# Unione Sportiva Pontedera 1942-1943
Questa voce raccoglie le informazioni riguardanti l'Unione Sportiva Pontedera nelle competizioni ufficiali della stagione 1942-1943.

## Rosa
| N. |                   | Ruolo | Calciatore       |
| -- | ----------------- | ----- | ---------------- |
|    | Italia (bandiera) | P     | Natale Antonioli |
|    | Italia (bandiera) | A     | G. Argenta       |
|    | Italia (bandiera) | A     | A. Benini        |
|    | Italia (bandiera) | C     | Giovanni Beretta |
|    | Italia (bandiera) | D     | T. Bertuccelli   |
|    | Italia (bandiera) | A     | M. Bimbi         |
|    | Italia (bandiera) | C     | Silvano Frediani |
|    | Italia (bandiera) | D     | Ranieri Ghelardi |

| N. |                   | Ruolo | Calciatore         |
| -- | ----------------- | ----- | ------------------ |
|    | Italia (bandiera) | A     | Operando Jacoponi  |
|    | Italia (bandiera) | P     | G. Innocenti       |
|    | Italia (bandiera) | D     | A. Mori            |
|    | Italia (bandiera) | C     | Giorgio Pandolfi   |
|    | Italia (bandiera) | C     | Galliano Parigi    |
|    | Italia (bandiera) | C     | Renato Pasquinucci |
|    | Italia (bandiera) | A     | A. Rossetti        |
|    | Italia (bandiera) | A     | G. Zuliani         |